# Campeonato Maranhense de Futebol
O Campeonato Maranhense de Futebol, ou simplesmente Campeonato Maranhense, é a principal competição do Futebol Maranhense. Organizada pela Federação Maranhense de Futebol (FMF) para disputa do título estadual entre os clubes do Maranhão.
Disputado desde 1918, no Estádio Nhozinho Santos, que é um dos estádios mais tradicionais da região central da capital maranhense.
Só em 1996 um clube do interior ganharia o Campeonato Maranhense de Futebol, tendo sido o Bacabal, que no ano anterior contou com a presença dos craques Andrade e Adílio. Em 2005 e 2019 o interior voltou a fazer a festa com os títulos do Imperatriz, da cidade de Imperatriz, que teve outro campeão em 2009, o JV Lideral.

## Campeões
| Edição | Ano   | Campeão                          | Vice-campeão                    |
| ------ | ----- | -------------------------------- | ------------------------------- |
| 1ª     | 1918  | Luso Brasileiro (São Luís) (1)   | Fênix (São Luís)                |
| 2ª     | 1919  | Luso Brasileiro (São Luís) (2)   | Fênix (São Luís)                |
| 3ª     | 1920  | Football Athletic (São Luís) (1) | Anilense (São Luís)             |
| 4ª     | 1921  | Fênix (São Luís) (1)             | Luso Brasileiro (São Luís)      |
| 5ª     | 1922  | Luso Brasileiro (São Luís) (3)   | Anilense (São Luís)             |
| 6ª     | 1923  | Luso Brasileiro (São Luís) (4)   | Football Athletic (São Luís)    |
| 7ª     | 1924  | Luso Brasileiro (São Luís) (5)   | Fênix (São Luís)                |
| 8ª     | 1925  | Luso Brasileiro (São Luís) (6)   | Santa Cruz (São Luís)           |
| 9ª     | 1926  | Luso Brasileiro (São Luís) (7)   | Sampaio Corrêa (São Luís)       |
| 10ª    | 1927* | Luso Brasileiro (São Luís) (8)   | Sampaio Corrêa (São Luís)       |
| 11ª    | 1928* | Vasco da Gama (São Luís) (1)     | Luso Brasileiro (São Luís)      |
|        | 1929* | Não houve campeonato             | Não houve campeonato            |
| 12ª    | 1930  | Sírio (São Luís) (1)             | Anilense (São Luís)             |
|        | 1931  | Campeonato não concluído         | Campeonato não concluído        |
| 13ª    | 1932  | Tupan (São Luís) (1)             | América (São Luís)              |
| 14ª    | 1933  | Sampaio Corrêa (São Luís) (1)    | Tupan (São Luís)                |
| 15ª    | 1934  | Sampaio Corrêa (São Luís) (2)    | Tupan (São Luís)                |
| 16ª    | 1935  | Tupan (São Luís) (2)             | Maranhão (São Luís)             |
|        | 1936  | Não houve campeonato             | Não houve campeonato            |
| 17ª    | 1937  | Maranhão (São Luís) (1)          | Tupan (São Luís)                |
| 18ª    | 1938  | Tupan (São Luís) (3)             | Maranhão (São Luís)             |
| 19ª    | 1939  | Maranhão (São Luís) (2)          | Sampaio Corrêa (São Luís)       |
| 20ª    | 1940  | Sampaio Corrêa (São Luís) (3)    | Maranhão (São Luís)             |
| 21ª    | 1941  | Maranhão (São Luís) (3)          | Moto Club (São Luís)            |
| 22ª    | 1942  | Sampaio Corrêa (São Luís) (4)    | Football Athletic (São Luís)    |
| 23ª    | 1943  | Maranhão (São Luís) (4)          | Sampaio Corrêa (São Luís)       |
| 24ª    | 1944  | Moto Club (São Luís) (1)         | Botafogo (São Luís)             |
| 25ª    | 1945  | Moto Club (São Luís) (2)         | Maranhão (São Luís)             |
| 26ª    | 1946  | Moto Club (São Luís) (3)         | Sampaio Corrêa (São Luís)       |
| 27ª    | 1947  | Moto Club (São Luís) (4)         | Sampaio Corrêa (São Luís)       |
| 28ª    | 1948  | Moto Club (São Luís) (5)         | Sampaio Corrêa (São Luís)       |
| 29ª    | 1949  | Moto Club (São Luís) (6)         | Maranhão (São Luís)             |
| 30ª    | 1950  | Moto Club (São Luís) (7)         | Sampaio Corrêa (São Luís)       |
| 31ª    | 1951  | Maranhão (São Luís) (5)          | Sampaio Corrêa (São Luís)       |
| 32ª    | 1952  | Vitória do Mar (São Luís) (1)    | Maranhão (São Luís)             |
| 33ª    | 1953  | Sampaio Corrêa (São Luís) (5)    | Moto Club (São Luís)            |
| 34ª    | 1954  | Sampaio Corrêa (São Luís) (6)    | Moto Club (São Luís)            |
| 35ª    | 1955  | Moto Club (São Luís) (8)         | Sampaio Corrêa (São Luís)       |
| 36ª    | 1956  | Sampaio Corrêa (São Luís) (7)    | Moto Club (São Luís)            |
| 37ª    | 1957  | Ferroviário (São Luís) (1)       | Vitória do Mar (São Luís)       |
| 38ª    | 1958  | Ferroviário (São Luís) (2)       | Sampaio Corrêa (São Luís)       |
| 39ª    | 1959  | Moto Club (São Luís) (9)         | Vitória do Mar (São Luís)       |
| 40ª    | 1960  | Moto Club (São Luís) (10)        | Sampaio Corrêa (São Luís)       |
| 41ª    | 1961  | Sampaio Corrêa (São Luís) (8)    | Moto Club (São Luís)            |
| 42ª    | 1962  | Sampaio Corrêa (São Luís) (9)    | Maranhão (São Luís)             |
| 43ª    | 1963  | Maranhão (São Luís) (6)          | Moto Club (São Luís)            |
| 44ª    | 1964  | Sampaio Corrêa (São Luís) (10)   | Moto Club (São Luís)            |
| 45ª    | 1965  | Sampaio Corrêa (São Luís) (11)   | Moto Club (São Luís)            |
| 46ª    | 1966  | Moto Club (São Luís) (11)        | Sampaio Corrêa (São Luís)       |
| 47ª    | 1967  | Moto Club (São Luís) (12)        | Ferroviário (São Luís)          |
| 48ª    | 1968  | Moto Club (São Luís) (13)        | Sampaio Corrêa (São Luís)       |
| 49ª    | 1969  | Maranhão (São Luís) (7)          | Ferroviário (São Luís)          |
| 50ª    | 1970  | Maranhão (São Luís) (8)          | Sampaio Corrêa (São Luís)       |
| 51ª    | 1971  | Ferroviário (São Luís) (3)       | Sampaio Corrêa (São Luís)       |
| 52ª    | 1972  | Sampaio Corrêa (São Luís) (12)   | Ferroviário (São Luís)          |
| 53ª    | 1973  | Ferroviário (São Luís) (4)       | Moto Club (São Luís)            |
| 54ª    | 1974  | Moto Club (São Luís) (14)        | Maranhão (São Luís)             |
| 55ª    | 1975  | Sampaio Corrêa (São Luís) (13)   | Ferroviário (São Luís)          |
| 56ª    | 1976  | Sampaio Corrêa (São Luís) (14)   | Ferroviário (São Luís)          |
| 57ª    | 1977  | Moto Club (São Luís) (15)        | Bacabal (Bacabal)               |
| 58ª    | 1978  | Sampaio Corrêa (São Luís) (15)   | Moto Club (São Luís)            |
| 59ª    | 1979  | Maranhão (São Luís) (9)          | Sampaio Corrêa (São Luís)       |
| 60ª    | 1980  | Sampaio Corrêa (São Luís) (16)   | Moto Club (São Luís)            |
| 61ª    | 1981  | Moto Club (São Luís) (16)        | Sampaio Corrêa (São Luís)       |
| 62ª    | 1982  | Moto Club (São Luís) (17)        | Sampaio Corrêa (São Luís)       |
| 63ª    | 1983  | Moto Club (São Luís) (18)        | Maranhão (São Luís)             |
| 64ª    | 1984  | Sampaio Corrêa (São Luís) (17)   | Maranhão (São Luís)             |
| 65ª    | 1985  | Sampaio Corrêa (São Luís) (18)   | Moto Club (São Luís)            |
| 66ª    | 1986  | Sampaio Corrêa (São Luís) (19)   | Maranhão (São Luís)             |
| 67ª    | 1987  | Sampaio Corrêa (São Luís) (20)   | Imperatriz (Imperatriz)         |
| 68ª    | 1988  | Sampaio Corrêa (São Luís) (21)   | Moto Club (São Luís)            |
| 69ª    | 1989  | Moto Club (São Luís) (19)        | Maranhão (São Luís)             |
| 70ª    | 1990  | Sampaio Corrêa (São Luís) (22)   | Moto Club (São Luís)            |
| 71ª    | 1991  | Sampaio Corrêa (São Luís) (23)   | Moto Club (São Luís)            |
| 72ª    | 1992  | Sampaio Corrêa (São Luís) (24)   | Maranhão (São Luís)             |
| 73ª    | 1993  | Maranhão (São Luís) (11)         | Imperatriz (Imperatriz)         |
| 74ª    | 1994  | Maranhão (São Luís) (12)         | Sampaio Corrêa (São Luís)       |
| 75ª    | 1995  | Maranhão (São Luís) (13)         | Coroatá (Coroatá)               |
| 76ª    | 1996  | Bacabal (Bacabal) (1)            | Sampaio Corrêa (São Luís)       |
| 77ª    | 1997  | Sampaio Corrêa (São Luís) (25)   | Moto Club (São Luís)            |
| 78ª    | 1998  | Sampaio Corrêa (São Luís) (26)   | Maranhão (São Luís)             |
| 79ª    | 1999  | Maranhão (São Luís) (13)         | Sampaio Corrêa (São Luís)       |
| 80ª    | 2000  | Moto Club (São Luís) (20)        | Sampaio Corrêa (São Luís)       |
| 81ª    | 2001  | Moto Club (São Luís) (21)        | Sampaio Corrêa (São Luís)       |
| 82ª    | 2002  | Sampaio Corrêa (São Luís) (27)   | Santa Inês (Santa Inês)         |
| 83ª    | 2003  | Sampaio Corrêa (São Luís) (28)   | Maranhão (São Luís)             |
| 84ª    | 2004  | Moto Club (São Luís) (22)        | Sampaio Corrêa (São Luís)       |
| 85ª    | 2005  | Imperatriz (Imperatriz) (1)      | Moto Club (São Luís)            |
| 86ª    | 2006  | Moto Club (São Luís) (23)        | Sampaio Corrêa (São Luís)       |
| 87ª    | 2007  | Maranhão (São Luís) (14)         | Imperatriz (Imperatriz)         |
| 88ª    | 2008  | Moto Club (São Luís) (24)        | Sampaio Corrêa (São Luís)       |
| 89ª    | 2009  | JV Lideral (Imperatriz) (1)      | Sampaio Corrêa (São Luís)       |
| 90ª    | 2010  | Sampaio Corrêa (São Luís) (29)   | Santa Quitéria (Santa Quitéria) |
| 91ª    | 2011  | Sampaio Corrêa (São Luís) (30)   | Maranhão (São Luís)             |
| 92ª    | 2012  | Sampaio Corrêa (São Luís) (31)   | Maranhão (São Luís)             |
| 93ª    | 2013  | Maranhão (São Luís) (15)         | Imperatriz (Imperatriz)         |
| 94ª    | 2014  | Sampaio Corrêa (São Luís) (32)   | Moto Club (São Luís)            |
| 95ª    | 2015  | Imperatriz (Imperatriz) (2)      | Sampaio Corrêa (São Luís)       |
| 96ª    | 2016  | Moto Club (São Luís) (25)        | Sampaio Corrêa (São Luís)       |
| 97ª    | 2017  | Sampaio Corrêa (São Luís) (33)   | Cordino (Barra do Corda)        |
| 98ª    | 2018  | Moto Club (São Luís) (26)        | Imperatriz (Imperatriz)         |
| 99ª    | 2019  | Imperatriz (Imperatriz) (3)      | Moto Club (São Luís)            |
| 100ª   | 2020  | Sampaio Corrêa (São Luís) (34)   | Moto Club (São Luís)            |
| 101ª   | 2021  | Sampaio Corrêa (São Luís) (35)   | Moto Club (São Luís)            |
| 102ª   | 2022  | Sampaio Corrêa (São Luís) (36)   | Cordino (Barra do Corda)        |
| 103ª   | 2023  | Maranhão (São Luís) (16)         | Moto Club (São Luís)            |
| 104ª   | 2024  | Sampaio Corrêa (São Luís) (37)   | Maranhão (São Luís)             |
| 105ª   | 2025  | Maranhão (São Luís) (17)         | Imperatriz (Imperatriz)         |

- Em 1927 e 1928 o campeonato realizado pela Liga Maranhense de Sports não foi concluído. No ano seguinte o campeonato organizado pela Associação Maranhense de Esportes Athleticos também não foi finalizado. Ambos não são oficiais.

## Títulos

### Por clube
| Clube                           | Campeão | Anos dos Títulos | Vice | Anos dos Vices |
| ------------------------------- | ------- | --- | ---- | --- |
| Sampaio Corrêa (São Luís)       | 37      | 1933, 1934, 1940, 1942, 1953, 1954, 1956, 1961, 1962, 1964, 1965, 1972, 1975, 1976, 1978, 1980, 1984, 1985, 1986, 1987, 1988, 1990, 1991, 1992, 1997, 1998, 2002, 2003, 2010, 2011, 2012, 2014, 2017, 2020, 2021, 2022, 2024 | 30   | 1926, 1927, 1939, 1943, 1946, 1947, 1948, 1950, 1951, 1955, 1958, 1960, 1966, 1968, 1970, 1971, 1979, 1981, 1982, 1994, 1996, 1999, 2000, 2001, 2004, 2006, 2008, 2009, 2015, 2016 |
| Moto Club (São Luís)            | 26      | 1944, 1945, 1946, 1947, 1948, 1949, 1950, 1955, 1959, 1960, 1966, 1967, 1968, 1974, 1977, 1981, 1982, 1983, 1989, 2000, 2001, 2004, 2006, 2008, 2016, 2018                                                                   | 22   | 1941, 1953, 1954, 1956, 1961, 1963, 1964, 1965, 1973, 1978, 1980, 1985, 1988, 1990, 1991, 1997, 2005, 2014, 2019, 2020, 2021, 2023                                                 |
| Maranhão (São Luís)             | 17      | 1937, 1939, 1941, 1943, 1951, 1963, 1969, 1970, 1979, 1993, 1994, 1995, 1999, 2007, 2013, 2023, 2025 | 18   | 1935, 1938, 1940, 1945, 1949, 1952, 1962, 1974, 1983, 1984, 1986, 1989, 1992, 1998, 2003, 2011, 2012, 2024                                                                         |
| Luso Brasileiro (São Luís)      | 8       | 1918, 1919, 1922, 1923, 1924, 1925, 1926, 1927 | 2    | 1921, 1928 |
| Ferroviário-MA (São Luís)       | 4       | 1957, 1958, 1971, 1973 | 5    | 1967, 1969, 1972, 1975, 1976 |
| Imperatriz (Imperatriz)         | 3       | 2005, 2015, 2019 | 6    | 1987, 1993, 2007, 2013, 2018, 2025 |
| Tupan (São Luís)                | 3       | 1932, 1935, 1938 | 3    | 1933, 1934, 1937 |
| Fênix (São Luís)                | 1       | 1921 | 3    | 1918, 1919, 1924 |
| Football Athletic (São Luís)    | 1       | 1920 | 2    | 1923, 1942 |
| Bacabal (Bacabal)               | 1       | 1996 | 1    | 1977 |
| Vasco da Gama-MA (São Luís)     | 1       | 1928 | 0    | |
| Sírio (São Luís)                | 1       | 1930 | 0    | |
| Vitória do Mar (São Luís)       | 1       | 1952 | 0    | |
| JV Lideral (Imperatriz)         | 1       | 2009 | 0    | |
| Anilense (São Luís)             | 0       | | 3    | 1920, 1922, 1930 |
| Cordino (Barra do Corda)        | 0       | | 2    | 2017, 2022 |
| Santa Cruz (São Luís)           | 0       | | 1    | 1925 |
| América (São Luís)              | 0       | | 1    | 1932 |
| Botafogo (São Luís)             | 0       | | 1    | 1944 |
| Coroatá (Coroatá)               | 0       | | 1    | 1995 |
| Santa Inês (Santa Inês)         | 0       | | 1    | 2002 |
| Santa Quitéria (Santa Quitéria) | 0       | | 1    | 2010 |

### Por cidade
| Cidade     | Títulos |
| ---------- | ------- |
| São Luís   | 100     |
| Imperatriz | 4       |
| Bacabal    | 1       |

### Campeões consecutivos

#### Heptacampeonatos
- Moto Club: 1 vez (1944-45-46-47-48-49-50)

#### Hexacampeonatos
- Luso Brasileiro: 1 vez (1922-23-24-25-26-27)

#### Pentacampeonatos
- Sampaio Corrêa: 1 vez (1984-85-86-87-88)

#### Tricampeonatos
- Sampaio Corrêa: 3 vezes (1990-91-92, 2010-11-12, 2020-21-22)
- Moto Club: 2 vezes (1966-1967-1968, 1981-82-83)
- Maranhão: 1 vez (1993-94-95)

#### Bicampeonatos
- Sampaio Corrêa: 7 vezes (1933-34, 1953-54, 1961-62, 1964-65, 1975-76, 1997-98, 2002-03)
- Moto Club: 2 vezes (1959-60, 2000-01)
- Ferroviário: 1 vez (1957-58)
- Luso Brasileiro: 1 vez (1918-19)
- Maranhão: 1 vez (1969-70)

## Artilheiros
| Artilheiros do Campeonato Maranhense de Futebol | Artilheiros do Campeonato Maranhense de Futebol | Artilheiros do Campeonato Maranhense de Futebol | Artilheiros do Campeonato Maranhense de Futebol |
| Ano                                             | Artilheiro                                      | Clube                                           | Gols                                            |
| ----------------------------------------------- | ----------------------------------------------- | ----------------------------------------------- | ----------------------------------------------- |
| 1926                                            | Clodomir                                        | Luso Brasileiro (São Luís)                      | 12                                              |
| 1927                                            | Mundiquinho                                     | Sampaio Corrêa (São Luís)                       | 19                                              |
| 1928                                            | João Pretinho                                   | Vasco da Gama (São Luís)                        | 15                                              |
| 1929                                            | Não houve                                       | Não houve                                       | Não houve                                       |
| 1930                                            | Mundiquinho                                     | Sampaio Corrêa (São Luís)                       | 10                                              |
| 1931                                            | Não houve                                       | Não houve                                       | Não houve                                       |
| 1932                                            | Antenor                                         | América de Imperatriz                           | 8                                               |
| 1933                                            | Mundiquinho                                     | Sampaio Corrêa (São Luís)                       | 18                                              |
| 1934                                            | Mascote                                         | Sampaio Corrêa (São Luís)                       | 26                                              |
| 1935                                            | Mascote                                         | Sampaio Corrêa (São Luís)                       | 21                                              |
| 1936                                            | Não houve                                       | Não houve                                       | Não houve                                       |
| 1937                                            | Elesbão                                         | Maranhão (São Luís)                             | 11                                              |
| 1938                                            | Mascote                                         | Sampaio Corrêa (São Luís)                       | 10                                              |
| 1939                                            | Driblador                                       | Maranhão (São Luís)                             | 2                                               |
| 1940                                            | Anderson                                        | Moto Club (São Luís)                            | 13                                              |
| 1940                                            | Beneditinho                                     | Sampaio Corrêa (São Luís)                       | 13                                              |
| 1941                                            | Joamir                                          | Maranhão (São Luís)                             | 20                                              |
| 1942                                            | Ferreira                                        | Sampaio Corrêa (São Luís)                       | 11                                              |
| 1943                                            | Pepê                                            | Moto Club (São Luís)                            | 6                                               |
| 1944                                            | Pepê                                            | Moto Club (São Luís)                            | 16                                              |
| 1945                                            | Pepê                                            | Moto Club (São Luís)                            | 16                                              |
| 1946                                            | Pepê                                            | Moto Club (São Luís)                            | 7                                               |
| 1947                                            | Batistão                                        | Sampaio Corrêa (São Luís)                       | 11                                              |
| 1948                                            | Pepê                                            | Santa Izabel                                    | 9                                               |
| 1949                                            | Cosmo                                           | Maranhão (São Luís)                             | 25                                              |
| 1950                                            | Galego                                          | Moto Club (São Luís)                            | 8                                               |
| 1950                                            | Henrique Santos                                 | Sampaio Corrêa (São Luís)                       | 8                                               |
| 1951                                            | Estanislau                                      | Sampaio Corrêa (São Luís)                       | 6                                               |
| 1952                                            | Mozart                                          | Maranhão (São Luís)                             | 9                                               |
| 1953                                            | Henrique Santos                                 | Sampaio Corrêa (São Luís)                       | 13                                              |
| 1954                                            | Abimael                                         | Vitória do Mar (São Luís)                       | 5                                               |
| 1955                                            | Lourival                                        | Moto Club (São Luís)                            | 6                                               |
| 1955                                            | Ferreirão                                       | Vitória do Mar (São Luís)                       | 6                                               |
| 1956                                            | Henrique                                        | Sampaio Corrêa (São Luís)                       | 7                                               |
| 1957                                            | Joãozinho                                       | Vitória do Mar (São Luís)                       | 6                                               |
| 1958                                            | Santos                                          | Ferroviário (São Luís)                          | 11                                              |
| 1959                                            | Joãozinho                                       | Vitória do Mar (São Luís)                       | 12                                              |
| 1960                                            | Fernando Carlos                                 | Sampaio Corrêa (São Luís)                       | 16                                              |
| 1961                                            | Garrinchinha                                    | Moto Club (São Luís)                            | 13                                              |
| 1962                                            | Croinha                                         | Maranhão (São Luís)                             | 16                                              |
| 1963                                            | Hamilton                                        | Moto Club (São Luís)                            | 20                                              |
| 1964                                            | Hamilton                                        | Moto Club (São Luís)                            | 8                                               |
| 1965                                            | Wilson                                          | Maranhão (São Luís)                             | 13                                              |
| 1966                                            | Hamilton                                        | Moto Club (São Luís)                            | 20                                              |
| 1967                                            | Ferreirinha                                     | AA Graça Aranha (São Luís)                      | 8                                               |
| 1968                                            | Pelezinho                                       | Moto Club (São Luís)                            | 6                                               |
| 1969                                            | Gimico                                          | Ferroviário (São Luís)                          | 6                                               |
| 1969                                            | Hamilton                                        | Maranhão (São Luís)                             | 6                                               |
| 1970                                            | Antônio Carlos                                  | Maranhão (São Luís)                             | 9                                               |
| 1971                                            | Riba                                            | Maranhão (São Luís)                             | 9                                               |
| 1972                                            | Zé Branco                                       | Moto Club (São Luís)                            | 8                                               |
| 1973                                            | Lima                                            | Moto Club (São Luís)                            | 4                                               |
| 1973                                            | Paraíba                                         | Moto Club (São Luís)                            | 4                                               |
| 1974                                            | Riba                                            | Sampaio Corrêa (São Luís)                       | 7                                               |
| 1975                                            | Acir                                            | Sampaio Corrêa (São Luís)                       | 7                                               |
| 1976                                            | Cabecinha                                       | Sampaio Corrêa (São Luís)                       | 8                                               |
| 1977                                            | Paulo César                                     | Moto Club (São Luís)                            | 22                                              |
| 1978                                            | Riba                                            | Maranhão (São Luís)                             | 12                                              |
| 1979                                            | Cabecinha                                       | Sampaio Corrêa (São Luís)                       | 19                                              |
| 1980                                            | Cabecinha                                       | Sampaio Corrêa (São Luís)                       | 24                                              |
| 1981                                            | Alberto                                         | Moto Club (São Luís)                            | 13                                              |
| 1981                                            | Mica                                            | Sampaio Corrêa (São Luís)                       | 13                                              |
| 1982                                            | Gil Lima                                        | Moto Club (São Luís)                            | 15                                              |
| 1983                                            | Joaci                                           | Sampaio Corrêa (São Luís)                       | 19                                              |
| 1984                                            | Zé Roberto                                      | Moto Club (São Luís)                            | 17                                              |
| 1985                                            | Renato                                          | Sampaio Corrêa (São Luís)                       | 15                                              |
| 1986                                            | Neco                                            | Maranhão (São Luís)                             | 7                                               |
| 1986                                            | Joãozinho Néri                                  | Sampaio Corrêa (São Luís)                       | 7                                               |
| 1987                                            | Bacabal                                         | Maranhão (São Luís)                             | 20                                              |
| 1988                                            | Lamartine                                       | Imperatriz (Imperatriz)                         | 16                                              |
| 1989                                            | Zé Roberto                                      | Moto Club (São Luís)                            | 26                                              |
| 1990                                            | Bacabal                                         | Sampaio Corrêa (São Luís)                       | 19                                              |
| 1991                                            | Izone                                           | Moto Club (São Luís)                            | 16                                              |
| 1992                                            | Bacabal                                         | Moto Club (São Luís)                            | 16                                              |
| 1993                                            | Rogério                                         | Caxiense (Caxias)                               | 17                                              |
| 1994                                            | Lamartine                                       | Caxiense (Caxias)                               | 7                                               |
| 1994                                            | Bill                                            | Imperatriz (Imperatriz)                         | 7                                               |
| 1994                                            | Dindô                                           | Maranhão (São Luís)                             | 7                                               |
| 1995                                            | Róbson                                          | Maranhão (São Luís)                             | 18                                              |
| 1996                                            | Vágner Paulista                                 | Sampaio Corrêa (São Luís)                       | 16                                              |
| 1997                                            | Rejane                                          | Moto Club (São Luís)                            | 3                                               |
| 1998                                            | Kleber Pereira                                  | Moto Club (São Luís)                            | 25                                              |
| 1999                                            | Chita                                           | Ferroviário (São Luís)                          | 19                                              |
| 2000                                            | Adelino                                         | Sampaio Corrêa (São Luís)                       | 28                                              |
| 2001                                            | Miran                                           | Sampaio Corrêa (São Luís)                       | 24                                              |
| 2002                                            | Leandro                                         | Moto Club (São Luís)                            | 16                                              |
| 2003                                            | Hilton                                          | São Bento (São Bento)                           | 14                                              |
| 2004                                            | Hilderlando                                     | Santa Inês (Santa Inês)                         | 15                                              |
| 2005                                            | Lindoval                                        | Imperatriz (Imperatriz)                         | 11                                              |
| 2006                                            | André Lima                                      | Sampaio Corrêa (São Luís)                       | 15                                              |
| 2007                                            | Lenílson                                        | Moto Club (São Luís)                            | 9                                               |
| 2008                                            | Lindoval                                        | Imperatriz (Imperatriz)                         | 11                                              |
| 2009                                            | Romarinho                                       | JV Lideral (Imperatriz)                         | 13                                              |
| 2010                                            | Quirino                                         | Santa Quitéria (Santa Quitéria)                 | 13                                              |
| 2011                                            | Naôh                                            | Maranhão (São Luís)                             | 11                                              |
| 2012                                            | Ulisses                                         | Cordino (Barra do Corda)                        | 16                                              |
| 2013                                            | Pedro Gusmão                                    | Bacabal (Bacabal)                               | 15                                              |
| 2014                                            | Kléo                                            | Moto Club (São Luís)                            | 9                                               |
| 2015                                            | Rubens                                          | Imperatriz (Imperatriz)                         | 8                                               |
| 2016                                            | Ulisses                                         | Cordino (Barra do Corda)                        | 13                                              |
| 2017                                            | Ulisses                                         | Cordino (Barra do Corda)                        | 14                                              |
| 2018                                            | Uilliam                                         | Sampaio Corrêa (São Luís)                       | 7                                               |
| 2019                                            | Toquinho                                        | Cordino (Barra do Corda)                        | 4                                               |
| 2019                                            | Cris                                            | Cordino (Barra do Corda)                        | 4                                               |
| 2019                                            | Marciano                                        | Maranhão (São Luís)                             | 4                                               |
| 2019                                            | Vinícius Paquetá                                | Pinheiro (Pinheiro)                             | 4                                               |
| 2019                                            | Maxuell Samurai                                 | Sampaio Corrêa (São Luís)                       | 4                                               |
| 2020                                            | Ancelmo                                         | Moto Club (São Luís)                            | 6                                               |
| 2020                                            | Índio                                           | Juventude(São Mateus do Maranhão)               | 6                                               |
| 2021                                            | Felipe Cruz                                     | Moto Club (São Luís)                            | 5                                               |
| 2022                                            | Ulisses                                         | Cordino (Barra do Corda)                        | 8                                               |
| 2023                                            | Diego                                           | São José (São José de Ribamar)                  | 5                                               |
| 2024                                            | Bruno Baio                                      | Sampaio Corrêa (São Luís)                       | 10                                              |
| 2025                                            | Lussandro                                       | Imperatriz (Imperatriz)                         | 8                                               |